# کاروان اسب‌سواران آتشین
کاروان اسب‌سواران آتشین (ایتالیایی: La cavalcata ardente) یک فیلم صامت ایتالیایی به کارگردانی کارمینه گالونه است که در سال ۱۹۲۵ منتشر شد.

## بازیگران
- سوآوا گالونه
- امیلیو گیونه
- جین بریندو
- چیرو گالوانی
- ایگناتسیو لوپی
- آلفردو مارتینلی
- جوزپه پیه‌روتسی
- رایموندو وان ریل